# Мануха
Мануха (монська မကုတရာဇာ; д/н — після 1057) — останнія яза (володар) Татону у 1032/1035—1057 роках. Також відомий як Макута.

## Життєпис
Походив з династії Тхіхи. Син Удінни. На момент сходження на трон Татон був фактичним гегемоном серед монських держав. Уклав смирний договір з Сур'яварманом I, магараджехіраджею Кхмерської імперії, розділивши сфери впливу і володіння. Згодом загалом успішно протистояв Чісо, володарю Пагана. Але в подальшому було втрачено землі, які були захоплені монами після падіння Шрикшетри.
1049 року отримав допомогу від нового паганського володаря Анорати проти Сур'явармана I, який спробував захопити власне володіння Татона. Проте згодом почалася війна з Паганом. За легендою приводом стало те, що Мануха відхилив прохання Анорати щодо спрямування канону Тгеравади, заявивши, що некультурні бірманці з півночі не гідні справжньої віри. За іншою версією Мануха непередбачливо хвалився перед сусідами своєю великою бібліотекою, в якій зберігалося й чимало священних буддійських текстів. Анората звернувся до нього з наполегливою вимогою «поділитися» ними з «братами по вірі». Мануха відмовив.
Війни тривалb близько 7 років. Мануха ймовірно очолив союз монських держав. Зрештою він зазнав поразки й потрапив у полон. Татон з іншими монськими державами було приєднано до Паганського царства. Мануха разом з членами його династії, а також 30 тис. ченцями, архітекторами, митцями було переселено до Пагану. Цим було закладено традицію під час подальших війн в історії М'янми. Подальша доля Манухи невідома.